# Dódžinši
Dódžinši (japonsky 同人誌, často přepisováno jako doujinshi nebo dōjinshi; doslovně dódžin znamená „tatáž osoba“ a ši je „časopis“) jsou samovydávaná japonská díla, většinou manga, časopisy či romány. Lze ji přirovnat k fanfiction. Často jsou tvořena amatéry, kteří se inspirují v populárních komerčních pracích, ale i profesionální umělci používají tyto distribuční kanály. Někteří známí autoři pod pseudonymem vytvářejí dódžinši podle svých komerčně vydávaných děl. Tvůrce dódžinši nemůže vytvořit prostou kopii, musí něco přidat (např. původní dílo převyprávět z jiného úhlu pohledu), změnit zakončení či vytvořit úplně nový příběh, změnit výtvarný styl, vytvořit parodii či erotickou obdobu jinak vážněji pojatého díla.

## Historie

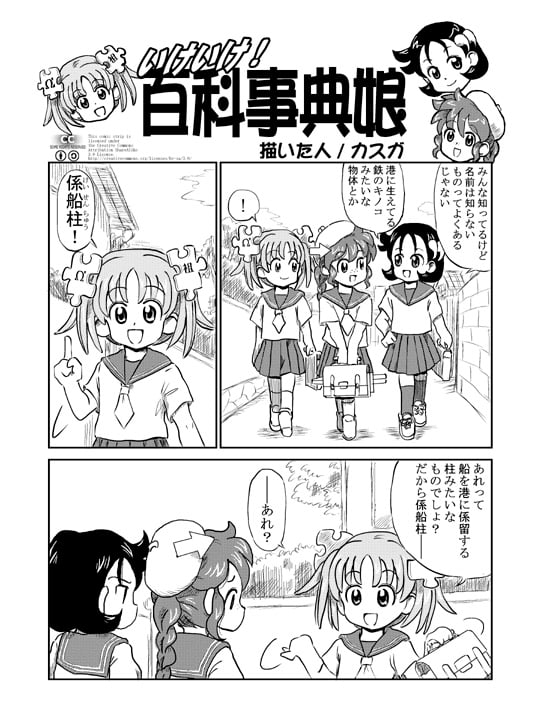
Stránka z dódžinši o Wikipe-tan, Commons-tan a Wikiquote-tan

70. letech 20. století začala vznikat malá, nezávislá vydavatelství, která umožnila amatérům publikovat jejich tvorbu. Této amatérské tvorbě se později začalo říkat dódžinši a v počátcích se jednalo o původní autorskou tvorbu. Zatímco velká nakladatelství, zaměřená na mainstream vydávala známé příběhy, tento nový trh s amatérskou tvorbou obsahoval velké množství experimentů a nových žánrů.
Obrovský zájem o dódžinši dal v roce 1975 vzniknout setkání (conu) známé jako Comic Market, kde se každoročně schází skupiny amatérů i jednotlivců publikující mangu. Toto setkání se stalo místem pro prodej a šíření dódžinši a během následujících 10 let se rozrostlo co do počtu autorů i návštěvníků. Největší boom nastal v létech 1986 až 1992, kdy se Comic Market začal pořádat dvakrát do roka a stal se tak největší akcí svého druhu (v roce 2000 proběhl již 58. Comiket a během dvou dní jej navštívilo více než 800 000 návštěvníků). Vznikly také nové časopisy zaměřující se na amatérskou tvorbu (např. v 70. létech June či Manga kissatengai a později v 80. létech Puff nebo Comic Box) a také malé společnosti, které vydávaly dódžinši.
Amatérská tvorba byla oproti mainstreamovému trhu zvláštní také velkým množstvím dívčí mangy. Zatímco hlavní směr se soustředil z větší části na šónen (v roce 1993 se jednalo až o 78 % veškerých titulů), na Comic Marketu bylo kolem roku 1989 více než 80 % autorek tvořících dívčí, šódžo mangu.

## Legalita
Japonský autorský zákon je z velké části podobný tomu americkému. Všechna díla jsou tedy duševním vlastnictvím autora, které může rozšiřovat, publikovat a měnit jen on sám. Dódžinši je v tomto smyslu nedovolený derivát, v rozporu s tímto japonským autorským právem. Naprostá většina vydavatelů však proti němu nezasahuje. Někteří dokonce sponzorují soutěže, kdy vydají vítězné dílo.
Lawrence Lessig, profesor práva na Stanfordově univerzitě, v knize Svobodná kultura uvádí, že i když autoři stále mohou podat žalobu pro porušení autorského práva, japonské právní firmy nemají dostatek právníků a prostředky ke stíhání tolika případů.